# فیلیپ فیلیپوف (بازیکن فوتبال، زاده ۱۹۷۱)
فیلیپ فیلیپوف (بلغاری: Филип Филипов؛ زادهٔ ۳۱ ژانویهٔ ۱۹۷۱) بازیکن فوتبال اهل بلغارستان است.
از باشگاه‌هایی که در آن بازی کرده است می‌توان به باشگاه فوتبال لیتکس لووچ، باشگاه فوتبال آنتالیااسپور، باشگاه فوتبال زسکا صوفیه، و باشگاه فوتبال ججو یونایتد اشاره کرد.